# Ceratocorys kofoidii
Ceratocorys kofoidii is een soort in de taxonomische indeling van de Myzozoa, een stam van microscopische parasitaire dieren. Het organisme komt uit het geslacht Ceratocorys en behoort tot de familie Ceratocoryaceae. Ceratocorys kofoidii werd in 1931 ontdekt door Paulsen.